# Germanene

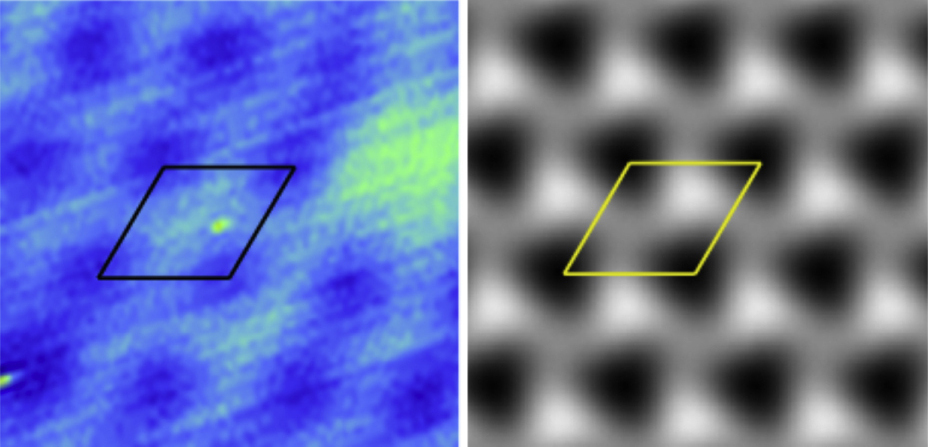
Confronto tra l'immagine STM simulata e sperimentale di germanene su una superficie d'oro

Il germanene è un materiale costituito da un singolo strato di atomi di germanio. Il materiale è creato con un processo simile a quello utilizzato per il silicene e il grafene, in cui in condizioni di vuoto spinto e alte temperature si deposita uno strato di atomi di germanio su un substrato. La struttura e le proprietà degli strati bidimensionali di germanio, così come quelli di silicio (silicene), li rendono una possibile alternativa per il miglioramento delle prestazioni e della scalabilità dell'elettronica a semiconduttori.